# Cyclophora infuscata
Cyclophora infuscata är en fjärilsart som beskrevs av Louis Beethoven Prout 1913. Cyclophora infuscata ingår i släktet Cyclophora och familjen mätare. Inga underarter finns listade i Catalogue of Life.